# Salamandre de Corse
Salamandra corsica
Espèce
Synonymes
- Salamandra moncherina Bonaparte, 1839

Statut de conservation UICN

 LC  : Préoccupation mineure
Salamandra corsica, la Salamandre de Corse, est une espèce d'urodèles de la famille des Salamandridae.

## Répartition

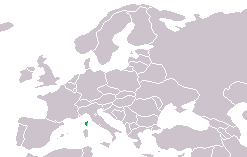

Cette espèce est endémique de Corse en France. Elle se rencontre jusqu'à 1 750 m d'altitude.
Elle semble absente au niveau du Cap Corse et du Sud de l'île (de Bonifacio à Porto-Vecchio). Cependant des spécimens ont été observés à Propriano et à Pietracorbara dans le Cap.
Elle reste néanmoins abondante au centre de la Corse et dans la Réserve naturelle de Scandola.

## Description
Cette espèce mesure jusqu'à 250 mm.

## Alimentation
Les salamandres adultes se nourrissent dans une large mesure d'organismes invertébrés comme des cloportes, par exemple Porcellio scaber, de petits coléoptères tendres ainsi que de petits spécimens de limaces (Arion sylvaticus, A. subfuscus, A. rufus).
Les vers de terre (Lumbricidae) sont également des proies très appréciées, ainsi que les araignées et les insectes qui sont fréquemment approchés " à la manière du caméléon" et ensuite, selon leur taille, attrapés soit avec la langue soit par un saut suivi d'un coup de mâchoire.
Les salamandres tachetées dévorent généralement tout ce qui n'est pas trop gros par rapport à leur propre taille, et consomment parfois d'autres amphibiens comme les tritons ou de petites grenouilles. Bien que les salamandres soient en général des animaux très lents, ils peuvent devenir très agiles lors de la recherche de proies. Les petites dents dans les mâchoires ainsi que le palais servent à maintenir la proie pour l'avaler. De vifs mouvements d'oscillation du corps soutiennent le processus, en particulier lors de la capture de proies trop grandes. La langue ne joue pas un très grand rôle lors de l'alimentation, du fait qu'elle reste fortement attachée à la partie inférieure de la bouche. La bouche, la langue et la gorge sont munies de papilles gustatives.
La salamandre emploie différentes méthodes de chasse selon la situation. S'il y a suffisamment de lumière, la chasse est basée essentiellement sur le mouvement de la proie, et la salamandre ignorera les proies immobiles. En revanche, lors d'une chasse nocturne, c'est l'olfaction qui est principalement utilisée ; dans cette situation, la salamandre attaquera sa proie même si elle ne bouge pas, du moment qu'elle est capable de détecter son odeur.
La nourriture des larves de salamandre tachetée consiste essentiellement en des larves d'insectes comme des plécoptères (par exemple Protonemura auberti), des éphémères (spécialement Ephemera danica), des chironomes (spécialement Prodiamesa olivacea), des simulies, des trichoptères (surtout des espèces sans fourreau, comme Rhyacophila dorsalis), ainsi que de petits amphipodes comme Gammarus fossarum. Comme pour les adultes, le principe général suivant peut être appliqué aux larves : tout ce qui a une taille inférieure est capturé ; ainsi une larve n'hésite pas à s'attaquer à un têtard. Les larves de salamandres se développant dans des grottes ou cavernes s'adaptent à la nourriture qui leur est disponible (Niphargus puteanus, Asellus cavaticus essentiellement ainsi que Graeteriella unisetigera. Lorsque la quantité de nourriture est faible et que la densité de larves est élevée, on peut observer des périodes de cannibalisme. On commence alors à observer des restes de membres ou des touffes de branchies déchiquetées. Le cannibalisme peut également être déclenché par de trop grandes différences entre les classes d'âge des larves dans un même point d'eau.
Lorsque la taille corporelle augmente, les morsures se développent, jusqu'à ce qu'un individu plus faible et déjà fortement blessé ne soit finalement mangé par le plus fort. Lors du début du processus de métamorphose, la prise de nourriture est interrompue durant plusieurs jours jusqu'à ce que la transformation soit terminée.

## Étymologie
Cette espèce est nommée en référence au lieu de sa découverte, la Corse.

## Publication originale
- Savi, 1838 : Descrizione della Salamandra corsica, e della Megapterna montana, nuovi animali della famiglia Batrachii. Nuovo Giornale de'Letterati, Pisa, vol. 37, p. 208-217 (texte intégral).